# Романтический фильм
Романти́ческий фильм — кинематографический жанр, который сосредоточен на страсти, эмоциях и романтических переживаниях главных героев и истории их любви, которая может проходить через свидания, ухаживания и брак.
В романтических фильмах историю любви или поиск сильной и чистой любви вместе с романтикой делают основным сюжетом. Иногда влюблённые сталкиваются с такими препятствиями, как финансы, физические заболевания, различные формы дискриминации, психологические ограничения или семья, которые угрожают их любви. Как и во всех довольно сильных, глубоких и близких романтических отношениях, напряжённость повседневной жизни, искушения (измены) и проблемы различий между людьми входят в сюжеты романтических фильмов.
Романтические фильмы часто исследуют основные темы: любви с первого взгляда, с разницей в возрасте, безответной романтической любовью, навязчивой любовью, сентиментальной любовью, духовной любовью, запретной любовью, платонической любовью, сексуальной и страстной любовью, жертвенной любовью, взрывной и разрушительной любовью и трагической любовью. Романтические фильмы служат отличными способами ухода от реальности и фантазиями для зрителей, особенно если два человека, наконец, преодолеют свои трудности, признаются в любви и познают ещё большее счастье, нежели когда-либо ранее, с воссоединением и последним поцелуем. В романтических телесериалах развитие таких романтических отношений может разыгрываться в течение многих эпизодов, или разные персонажи могут переплетаться в различных романтических сюжетных линиях.
Сценарист и учёный Эрик Р. Уильямс определяет романтический фильм как один из одиннадцати супержанров в своей «таксономии сценариста», утверждая, что все полнометражные повествовательные фильмы могут быть классифицированы по этим супержанрам. Остальные десять супержанров — боевик, криминал, фэнтези, ужасы, научная фантастика, ломтик жизни, спортивный фильм, триллер, военный фильм и вестерн.

## Поджанры

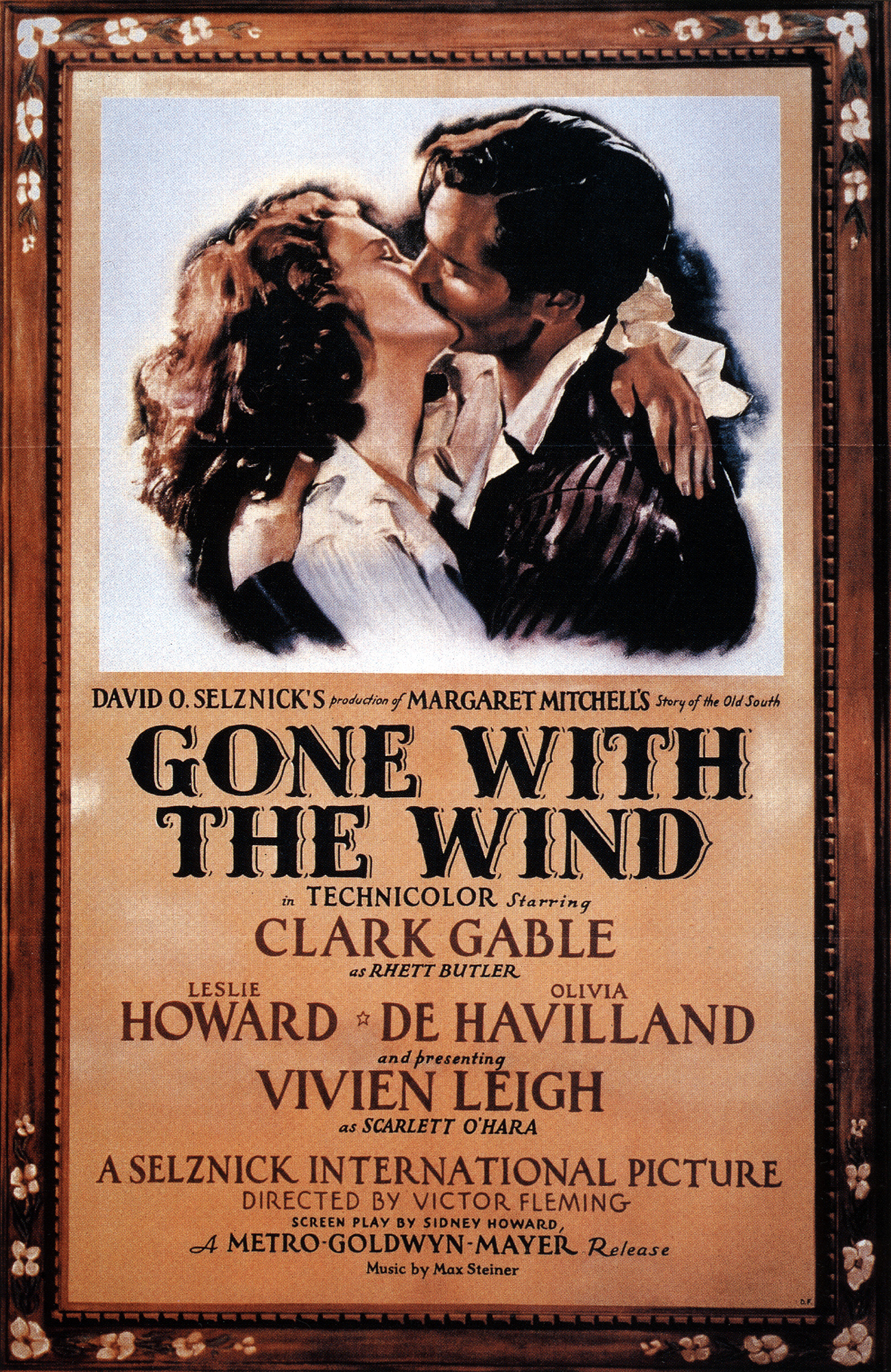
Унесённые ветром — эпическая романтическая драма

### Исторический романтический фильм
Также известный как эпический роман, это романтическая история с историческим периодом, обычно на бурном фоне войны, революции или трагедии.

### Романтическая драма
Романтические драмы обычно вращаются вокруг препятствия, которое предотвращает глубокую и истинную любовь между двумя людьми. Музыка часто используется для обозначения эмоционального настроения, создавая атмосферу большей изоляции для пары. Завершение романтической драмы обычно не указывает на то, произойдёт ли  романтический союз между двумя главными героями. В культуре и обществе под романтической любовью традиционно понимаются и ожидаются отношения мужчины и женщины, но существуют отдельные драмы, которые затрагивают проблемы ЛГБТ.

### Чикфлик
Чикфлик — это термин западной киноиндустрии, подразумевающий кинофильмы, ориентированные на женскую аудиторию. По этой причине часто ассоциируется с романтическими фильмами. Хотя многие романтические фильмы могут быть ориентированы на женщин, это не является определяющей характеристикой романтического фильма. Романтика не обязана быть основной темой сюжетов чикфлик, такие фильмы могут даже не содержать романтических отношений.

### Романтическая комедия
Романтические комедии — это фильмы с юмористическими сюжетными линиями, сосредоточенные на романтических идеалах, таких как то, что настоящая любовь способна преодолеть большинство препятствий. Обычно романтические комедии описывают безрассудство и недоразумения молодых возлюбленных, но делают это в беззаботно-счастливой манере, избегая сатиры. Юмор в таких фильмах, как правило, словесный, сдержанный или ситуационный, в отличие от пощёчины.

### Романтический боевик
Романтический боевик — это фильм, который сочетает в себе романтический фильм и боевик.

### Романтический триллер
Романтический триллер — это жанр фильма, сюжет которого сочетает в себе элементы романтического фильма и триллера.

### Романтическое фэнтези
Романтические фэнтезийные фильмы описывают фантастические истории, используя многие элементы и условности жанра романтики.

### Паранормальный романтический фильм
Паранормальный романтический фильм — популярный жанр кино, в котором представлены романтические отношения между людьми и сверхъестественными существами. Популярные тропы включают в себя вампиризм, путешествия во времени, призраков и психические или телекинетические способности, то есть вещи, которые не могут быть объяснены наукой. Жанр возник в литературе и перешёл в кино в начале 2000-х годов после успеха адаптаций Сумеречной саги из книг Стефани Мейер. К 2007—2008 годам киностудии выпускали различные паранормальные романтические фильмы, многие из которых были адаптированы из романов.

### Музыкальный романтический фильм
Музыкальный романтический фильм — это жанр кино, в котором представлены романтические отношения и история которого частично объясняется песнями и/или танцевальными номерами. Этот жанр возник на Бродвее и перешёл на серебряный экран отчасти благодаря популярности постановок Роджерса и Хаммерстайна.